# Somebody That I Used to Know
"Somebody That I Used to Know" là một bài hát của nghệ sĩ thu âm người Úc gốc Bỉ Gotye hợp tác với ca sĩ người New Zealand Kimbra nằm trong album phòng thu thứ ba của anh, Making Mirrors (2011). Nó được phát hành lần đầu tiên ở Úc và New Zealand vào ngày 5 tháng 7 năm 2011 như là đĩa đơn thứ hai trích từ album bởi Eleven Music, trước khi được phát hành bởi Universal Music vào tháng 12 năm 2011 ở Vương quốc Anh và tháng 1 năm 2012 ở Hoa Kỳ và Ireland. Bài hát được viết lời và sản xuất bởi Gotye, trong đó sử dụng đoạn nhạc mẫu từ bản nhạc không lời năm 1967 của Luiz Bonfá "Seville", và toàn bộ quá trình sáng tác nó đều được thực hiện tại nhà của bố mẹ anh ở Bán đảo Mornington ở Victoria cũng như dựa trên trải nghiệm của nam ca sĩ sau những mối quan hệ tình cảm. "Somebody That I Used to Know" là một bản art pop ballad với nhịp điệu trung bình và kết hợp những âm thanh của bộ gõ, mang nội dung đề cập đến cảm xúc của một người đàn ông khi gặp lại người yêu cũ, trong đó anh khẳng định rằng cô gái ấy dường như chỉ là một người mình đã từng quen biết.
Sau khi phát hành, "Somebody That I Used to Know" nhận được những phản ứng tích cực từ các nhà phê bình âm nhạc, trong đó họ so sánh những điểm tương đồng giữa nó với một số tác phẩm từ Sting, Peter Gabriel và Bon Iver. Ngoài ra, bài hát còn gặt hái nhiều giải thưởng và đề cử tại những lễ trao giải lớn, bao gồm chiến thắng hai giải Grammy cho Thu âm của năm và Trình diễn song tấu hoặc nhóm nhạc pop xuất sắc nhất tại lễ trao giải thường niên lần thứ 55. "Somebody That I Used to Know" cũng tiếp nhận những thành công ngoài sức tưởng tượng về mặt thương mại với việc đứng đầu các bảng xếp hạng ở hơn 23 quốc gia, bao gồm nhiều thị trường lớn như Úc, Áo, Bỉ, Canada, Đan Mạch, Phần Lan, Pháp, Đức, Ireland, Ý, Hà Lan, New Zealand, Thụy Điển và Vương quốc Anh, cũng như lọt vào top 10 ở tất cả những quốc gia bài hát xuất hiện. Tại Hoa Kỳ, nó đạt vị trí số một trên bảng xếp hạng Billboard Hot 100 trong tám tuần liên tiếp, trở thành đĩa đơn quán quân đầu tiên của hai nghệ sĩ cũng như là một trong những đĩa đơn nhạc số bán chạy nhất mọi thời đại tại đây với hơn tám triệu bản được tiêu thụ.
Video ca nhạc cho "Somebody That I Used to Know" được đạo diễn bởi Natasha Pincus, trong đó bao gồm những cảnh Gotye và Kimbra hát trong trạng thái khỏa thân và được khắc hoạ những hiệu ứng đồ họa trên cơ thể xuyên suốt video. Nó đã nhận được hai đề cử tại giải Video âm nhạc của MTV năm 2012 cho Video của năm và Biên tập xuất sắc nhất. Để quảng bá bài hát, hai nghệ sĩ đã trình diễn "Somebody That I Used to Know" trên nhiều chương trình truyền hình và lễ trao giải lớn, bao gồm American Idol, Jimmy Kimmel Live!, Saturday Night Live và The Voice. Được ghi nhận là bài hát trứ danh trong sự nghiệp của Gotye và cả Kimbra, bài hát đã được hát lại và sử dụng làm nhạc mẫu bởi nhiều nghệ sĩ, như "Weird Al" Yankovic, Adam Levine, Pentatonix, Rita Ora, Fun, Karmin và dàn diễn viên của Glee, cũng như xuất hiện trong nhiều tác phẩm điện ảnh và truyền hình, bao gồm 90210, Gossip Girl, New Girl và Pitch Perfect. Tính đến nay, nó đã bán được hơn 13 triệu bản trên toàn cầu, trở thành đĩa đơn bán chạy thứ hai của năm 2012 cũng như là một trong những đĩa đơn bán chạy nhất mọi thời đại.

## Danh sách ca khúc và định dạng
| Tải kĩ thuật số 1. "Somebody That I Used to Know" (Gotye hợp tác với Kimbra) – 4:04 2. "Somebody That I Used to Know" (Gotye hợp tác với Kimbra) (Radio Mix) – 3:33 Tải kỹ thuật số – Phối lại 1. "Somebody That I Used to Know" (Gotye hợp tác với Kimbra) (Tiësto phối lại) – 4:33 | Đĩa 7" 1. "Somebody That I Used to Know" (Gotye hợp tác với Kimbra) – 4:04 2. "Bronte" – 3:13 Đĩa CD 1. "Somebody That I Used to Know" (Gotye hợp tác với Kimbra) – 4:04 2. "Easy Way Out" – 1:57 |

## Xếp hạng
| Bảng xếp hạng (2011–13)                         | Vị trí cao nhất |
| ----------------------------------------------- | --------------- |
| Úc (ARIA)                                       | 1               |
| Áo (Ö3 Austria Top 40)                          | 1               |
| Bỉ (Ultratop 50 Flanders)                       | 1               |
| Bỉ (Ultratop 50 Wallonia)                       | 1               |
| Canada (Canadian Hot 100)                       | 1               |
| Cộng hòa Séc (Rádio Top 100)                    | 1               |
| Đan Mạch (Tracklisten)                          | 1               |
| Phần Lan (Suomen virallinen lista)              | 1               |
| Pháp (SNEP)                                     | 1               |
| Đức (Official German Charts)                    | 1               |
| Hy Lạp Nhạc số (Billboard)                      | 2               |
| Hungary (Rádiós Top 40)                         | 1               |
| Hungary (Dance Top 40)                          | 1               |
| Ireland (IRMA)                                  | 1               |
| Israel (Media Forest)                           | 1               |
| Ý (FIMI)                                        | 1               |
| Nhật Bản (Japan Hot 100)                        | 10              |
| Mexico Top Inglés (Monitor Latino)              | 1               |
| Mexico Ingles Airplay (Billboard International) | 8               |
| Bồ Đào Nha Nhạc số (Billboard)                  | 2               |
| Hà Lan (Dutch Top 40)                           | 1               |
| Hà Lan (Single Top 100)                         | 1               |
| New Zealand (Recorded Music NZ)                 | 1               |
| Na Uy (VG-lista)                                | 2               |
| Ba Lan (Polish Airplay Top 100)                 | 1               |
| Romania (Airplay 100)                           | 1               |
| Scotland (OCC)                                  | 1               |
| Slovakia (Rádio Top 100)                        | 1               |
| Tây Ban Nha (PROMUSICAE)                        | 3               |
| Thụy Điển (Sverigetopplistan)                   | 1               |
| Thụy Sĩ (Schweizer Hitparade)                   | 2               |
| Anh Quốc (OCC)                                  | 1               |
| Hoa Kỳ Billboard Hot 100                        | 1               |
| Hoa Kỳ Adult Alternative Songs (Billboard)      | 1               |
| Hoa Kỳ Adult Contemporary (Billboard)           | 1               |
| Hoa Kỳ Adult Pop Airplay (Billboard)            | 1               |
| Hoa Kỳ Alternative Songs (Billboard)            | 1               |
| Hoa Kỳ Dance Club Songs (Billboard)             | 1               |
| Hoa Kỳ Dance/Mix Show Airplay (Billboard)       | 1               |
| Hoa Kỳ Pop Airplay (Billboard)                  | 1               |
| Hoa Kỳ Hot Rock Songs (Billboard)               | 1               |
| Hoa Kỳ Rhythmic (Billboard)                     | 10              |
| Venezuela Pop Rock General (Record Report)      | 1               |

| Bảng xếp hạng                        | Vị trí |
| ------------------------------------ | ------ |
| UK Singles (Official Charts Company) | 47     |
| US Billboard Hot 100                 | 32     |
| US Adult Top 40 (Billboard)          | 39     |
| US Alternative Songs (Billboard)     | 67     |

| Bảng xếp hạng (2011)                       | Vị trí |
| ------------------------------------------ | ------ |
| Australia (ARIA)                           | 2      |
| Australia Dance (ARIA)                     | 17     |
| Belgium (Ultratop 50 Flanders)             | 1      |
| Belgium (Ultratop 50 Wallonia)             | 73     |
| Germany (Official German Charts)           | 32     |
| Netherlands (Dutch Top 40)                 | 5      |
| Netherlands (Mega Single Top 100)          | 3      |
| New Zealand (RIANZ)                        | 3      |
| Bảng xếp hạng (2012)                       | Vị trí |
| Australia (ARIA)                           | 40     |
| Austria (Ö3 Austria Top 40)                | 2      |
| Belgium (Ultratop 50 Flanders)             | 10     |
| Belgium (Ultratop 50 Wallonia)             | 1      |
| Canada (Canadian Hot 100)                  | 1      |
| Denmark (Tracklisten)                      | 1      |
| Finland (Suomen virallinen lista)          | 3      |
| France (SNEP)                              | 2      |
| Germany (Official German Charts)           | 4      |
| Hungary (Rádiós Top 40)                    | 2      |
| Hungary (Dance Top 40)                     | 6      |
| Ireland (IRMA)                             | 2      |
| Israel (Media Forest)                      | 1      |
| Italy (FIMI)                               | 4      |
| Netherlands (Dutch Top 40)                 | 34     |
| Netherlands (Single Top 100)               | 13     |
| New Zealand (Recorded Music NZ)            | 11     |
| Poland (ZPAV)                              | 2      |
| Romania (Romanian Top 100)                 | 2      |
| Spain (PROMUSICAE)                         | 6      |
| Sweden (Sverigetopplistan)                 | 2      |
| Switzerland (Schweizer Hitparade)          | 2      |
| UK Singles (Official Charts Company)       | 1      |
| US Billboard Hot 100                       | 1      |
| US Adult Alternative Songs (Billboard)     | 1      |
| US Adult Contemporary (Billboard)          | 6      |
| US Adult Top 40 (Billboard)                | 1      |
| US Alternative Songs (Billboard)           | 1      |
| US Hot Dance Club Songs (Billboard)        | 6      |
| US Hot Dance/Mix Show Airplay (Billboard)  | 8      |
| US Pop Songs (Billboard)                   | 8      |
| US Rock Songs (Billboard)                  | 4      |
| US Rhythmic (Billboard)                    | 40     |
| Venezuela Pop Rock General (Record Report) | 4      |
| Worldwide (IFPI)                           | 2      |
| Bảng xếp hạng (2013)                       | Vị trí |
| Hungary (Rádiós Top 40)                    | 100    |
| Hungary (Dance Top 40)                     | 56     |
| Israel (Media Forest)                      | 45     |
| Slovenia (SloTop50)                        | 33     |
| UK Singles (Official Charts Company)       | 198    |
| US Adult Contemporary (Billboard)          | 13     |
| Bảng xếp hạng (2014)                       | Vị trí |
| Israel (Media Forest)                      | 50     |

## Chứng nhận
| Quốc gia | Chứng nhận   | Số đơn vị/doanh số chứng nhận |
| --- | ------------ | ----------------------------- |
| Úc (ARIA) | 11× Bạch kim | 770.000^                      |
| Áo (IFPI Áo) | 2× Bạch kim  | 60.000*                       |
| Bỉ (BEA) | 4× Bạch kim  | 120.000*                      |
| Canada (Music Canada) | —            | 653,000                       |
| Đan Mạch (IFPI Đan Mạch) | 3× Bạch kim  | 90.000^                       |
| Phần Lan (Musiikkituottajat) | Vàng         | 6,774                         |
| Pháp (SNEP) | —            | 278,800                       |
| Đức (BVMI) | 3× Bạch kim  | 1.500.000‡                    |
| Ý (FIMI) | 2× Bạch kim  | 60.000*                       |
| New Zealand (RMNZ) | 5× Bạch kim  | 75.000*                       |
| Tây Ban Nha (PROMUSICAE) | Bạch kim     | 40.000*                       |
| Thụy Điển (GLF) | Bạch kim     | 20.000‡                       |
| Thụy Sĩ (IFPI) | 3× Bạch kim  | 90.000^                       |
| Anh Quốc (BPI) | 3× Bạch kim  | 1.800.000‡                    |
| Hoa Kỳ (RIAA) | 8× Bạch kim  | 8,097,000                     |
| Streaming |              |                               |
| Đan Mạch (IFPI Đan Mạch) | 4× Bạch kim  | 10.400.000^                   |
| * Chứng nhận dựa theo doanh số tiêu thụ. ^ Chứng nhận dựa theo doanh số nhập hàng. ‡ Chứng nhận dựa theo doanh số tiêu thụ và phát trực tuyến. |              |                               |